# Jugoszlávia
Jugoszlávia (szerbhorvátul, horvátul és szlovénül Jugoslavija, szerbül és macedónul: Југославија) királyság, majd szövetségi köztársaság volt a Balkán-félszigeten. Északnyugatról Ausztria és Olaszország, északról Magyarország, keletről Románia és Bulgária, délről Görögország, délnyugatról Albánia, nyugatról pedig az Adriai-tenger határolta. Fővárosa és legnépesebb városa Belgrád volt.
Szlovénia és Horvátország 1991. június 25-én, Macedónia 1991. szeptember 8-án, Bosznia-Hercegovina pedig 1992. március 1-jén kiáltotta ki függetlenségét. A két utolsó köztársaság, Szerbia és Montenegró 1992. április 27-én hivatalosan is megalakította a két tagra redukálódott Jugoszláv Szövetségi Köztársaságot, amely 2003. február 4-én átalakult Szerbia és Montenegró Államközösségévé. 2006. június 3-án Montenegró is kikiáltotta függetlenségét, így a kéttagú államszövetség is megszűnt, majd a magára maradt Szerbia is kinyilvánította önállóságát 2006. június 5-én. Végül a még Jugoszláviában, Szerbián belül létrehozott két autonóm tartomány egyike, Koszovó is kikiáltotta függetlenségét 2008. február 17-én. A történelmi Jugoszláviának tehát összesen hét utódállama van: Bosznia-Hercegovina, Horvátország, Észak-Macedónia, Koszovó, Montenegró, Szerbia és Szlovénia.

## Az ország hivatalos nevei és elnevezései
A „Jugoszlávia” megnevezés gyűjtőnév, ugyanis az országnak több hivatalos neve volt. A megnevezések változásai gyakran lényeges változásokat jelenítenek meg az ország belső berendezkedésében, államformájában vagy kiterjedésében.
A "jug" számos szláv nyelven azt jelenti: dél. A területen élő népeket ennek megfelelően "délszlávok"-nak nevezik.
- Szerb–Horvát–Szlovén Állam (Država Srba, Hrvata i Slovenaca) – 1918. október 29. – 1918. november 30.
- Szerb–Horvát–Szlovén Királyság (Kraljevina Srba, Hrvata i Slovenaca) – 1918. december 1. – 1929. október 3. (1929. január 6-án királyi diktatúra kezdődik, és ennek a következménye a névváltoztatás)
- Jugoszláv Királyság (Kraljevina Jugoslavija) – 1929. október 3. – 1941. április 6. (ill. április 17. a kapituláció napja)

1941–1945 között fel volt osztva, azaz de facto nem létezett az állam.

- Demokratikus Föderatív Jugoszlávia (Demokratska Federativna Jugoslavija) – 1945. augusztus 10. – 1945. november 29.
- Jugoszláv Föderatív Népköztársaság (Federativna Narodna Republika Jugoslavija) – 1945. november 29. – 1963. április 7.
- Jugoszláv Szocialista Szövetségi Köztársaság (Socijalistička Federativna Republika Jugoslavija) – 1963. április 7. – 1992. március 27. (Ez az államalakulat 1991 júniusában de facto szétesett Szlovénia és Horvátország kilépésével.)
- Jugoszláv Szövetségi Köztársaság (Savezna Republika Jugoslavija) – 1992. április 27. – 2003. február 3. (Ez az államalakulat már csak Szerbiát, Vajdasággal és Koszovóval együtt, valamint Montenegrót foglalta magában, miután Bosznia-Hercegovina is kikiáltotta függetlenségét és 1992. április 5-én kitört a boszniai háború. A belgrádi hatalom azonban továbbra is igyekezett megtartani az akkorra értelmét vesztett „Jugoszlávia” elnevezést, hogy így nyilvánítsa ki egyedüli jogutódlási igényét.)

Ezen kívül léteznek közmegegyezésen alapuló, egyszerűbb, könnyebben használható megnevezések is.
- Első Jugoszlávia az 1918 és az 1941 közötti államalakulatot nevezik így. Ez valamivel kisebb volt mint a második Jugoszlávia (A Szlovén tengerpart, Isztriai-félsziget, Fiume és egyes szigetek nem képezték részét). Ezt az államalakulatot a titoizmusban „régi Jugoszláviának” nevezték, máshol elvétve „királyi Jugoszláviának” nevezik, az államformára utalva.
- Második Jugoszlávia az 1945 és 1991 közötti államalakulat.
- Harmadik Jugoszlávia (ez a megnevezés még nem általános), Kis-Jugoszlávia, Volt Jugoszlávia (az angolul gyakran használt Former Yugoslavia elnevezéshez hasonlóan) az 1991–2003 közötti államalakulat. Lényegében véve ez a Második Jugoszlávia maradéka Szerbia és tartományai, valamint Montenegró. Az állam jogutódja Szerbia és Montenegró (Državna Zajednica Srbija i Crna Gora), amely 2006. május 21-ig létezett, amikor is Montenegró deklarálta függetlenségét.

## Történelem

### Előzmények – Jugoszláv álom
A középkorban a dubrovnikiak figyeltek fel először a délszláv térségben beszélt nyelvek hasonlóságára. Már az 1800-as évek közepétől létrejöttek olyan elméletek, amelyek a délszláv népek (szerbek, horvátok, bosnyákok, bolgárok) egységét hirdették. A legjelentősebb a horvátok körében kiteljesedő illír mozgalom volt. Később a pánszlávizmus eszméjét osztó romantikus nacionalista értelmiségiek az Osztrák–Magyar Monarchiában élő balkáni népek egyesítését tűzték ki célul a közös testvériség nevében. Céljaikhoz különféle eszközöket kerestek, különféle szervezeteket hoztak létre. Az első világháborút kirobbantó közvetlen ok is az volt, hogy Gavrilo Princip szerb nacionalista meggyilkolta az osztrák trónörököst. Princip a függetlenségért harcoló Ifjú Bosznia szervezet tagja volt, amelynek több tagját beszervezte a merénylet elkövetésére a szerb hadsereg kémszolgálata.
A szerb kormány 1914. december 7-én adta ki a niši deklarációt (Niška deklaracija), amelyben megszabadítanak minden elnyomott testvért. Ez de facto azt jelentette, hogy Szerbia célja a délszlávok egyesítése lett. Az első világháború alatt az Antant támogatott minden Monarchia-ellenes erőt. 1915. április 26-án az Antant és Szerbia aláírta a Londoni-egyezményt. Az egyezmény szerint a háború után létrejön Nagy-Szerbia, amely a következő területeket is tartalmazná: Bosznia-Hercegovina, Szlavónia, Szerémség, Bácska, Dél-Dalmácia, Észak-Albánia, de Macedónia és a Bánság nem lenne az övé. Macedónia Bulgáriáé, Bánság Romániáé lett volna.
A délszláv népek egyesülését tűzte ki célul a Jugoszláv Bizottság is, amelynek tagjai a monarchiától való függetlenségért harcoló, Londonban működő délszláv politikusok voltak. A délszlávok egyesülését támogatta néhány befolyásos nyugat-európai politikus, és Wilson amerikai elnök 14 pontja. Az Osztrák–Magyar Monarchiában élő délszlávok nevében 1917. május 30-án, Anton Korošec vezetésével adták ki a Májusi deklarációt (Majska deklaracija), amelyben azt követelték, hogy a monarchián belül kaphassanak önállóságot a délszlávok. A két délszláv irányzat között 1917. július 20-án jött létre a megegyezés, a Korfui deklaráció (Krfska deklaracija), amit a genfi egyezmény (Ženevski sporazum) követett 1918. november 9-én.
|                                |
| A jugoszláv állam kronológiája |

1918. október 28-án, az első világháború végén az osztrák Krain tartomány Szlovénia néven függetlenné vált, hasonlóan Horvátország elszakadt a Magyar Királyságtól, Szerbia pedig győztesként került ki a világháborúból. 1918. október 29-én az új Szlovénia, Horvátországgal közösen megalakította a Szlovén–Horvát–Szerb Államot, amely 1918. december 1-jén egyesült a Szerb Királysággal, s így jött létre a Szerb-Horvát-Szlovén Királyság, amelyet elsőként Norvégia ismert el.

### A Szerb–Horvát–Szlovén, majd Jugoszláv Királyság
A Szerb–Horvát–Szlovén Királyság (röviden SZHSZ Királyság) viszonylag nagy ország volt, területe 248 666 négyzetkilométer lett. Az 1921-es népszámlálás szerint a 12 055 715 lakosú ország lakosságának 39%-a volt szerb, 23,9% horvát és 8,5% szlovén, tehát a „nem államalkotók” aránya igen magas volt. Határait a trianoni békeszerződés szentesítette. A nagyhatalmak érdeke egy közepes nagyságú délszláv államot kívánt meg. Ahhoz, hogy létezése stabil legyen szükség volt egy belső és egy külső konszenzusra. A természeti, kulturális, és társadalmi viszonyok különbözőségén túl a gazdasági fejlettség egyenetlensége is rontott a helyzeten.

Jugoszláv királyság, 1936

A délszláv állam egész léte alatt strukturális problémákkal küzdött. A megalakulás nem volt az alkotóelemek szerves fejlődésének eredménye. Nagyjából ugyanannyi érv sorakoztatható fel mellette, mint ellene.
A kor legfontosabb politikai pártjai a szerb nemzeti radikálisok és a demokraták voltak. Mindkét párt centrista volt. Ezeken kívül megemlítendő a Horvát Republikánus Parasztpárt (HRSS, elnöke Stjepan Radić), a Szlovén Polgári Párt (SLS, elnöke Anton Korošec), és a Jugoszláv Muszlimok Társasága (JMO).
Az ország problémái a következőkben összegezhetők:
- Az ország nagy részén működő patriarchális nagycsalád (zadruga) modellje sem alakulhatott át korszerű gazdasággá. Infrastrukturális elmaradottságból feszültség származott.[7] A külföldi tőke igen erőteljesen törekedett hasznának maximalizálására, és ebben a helyi gazdasági elit támogatta őket, míg a széles néprétegek egyre elégedetlenebbek lettek.
- A liberális hagyomány, a technokrata államszervező szemléletmód hiánya, valamint a keleti despotizmus praxisából is feszültségek adódtak.[8]
- A viselkedési formák és a kulturális sémák jelentős különbségei szintén rontottak a helyzeten. A politikai életben sem volt hagyománya az érvek és az ellenérvek kulturált ütköztetésének. A létrejövő rendszerben nem mehettek végbe azok az alkufolyamatok, amelyek modus vivendit eredményeztek volna a különböző opciók számára.[9]

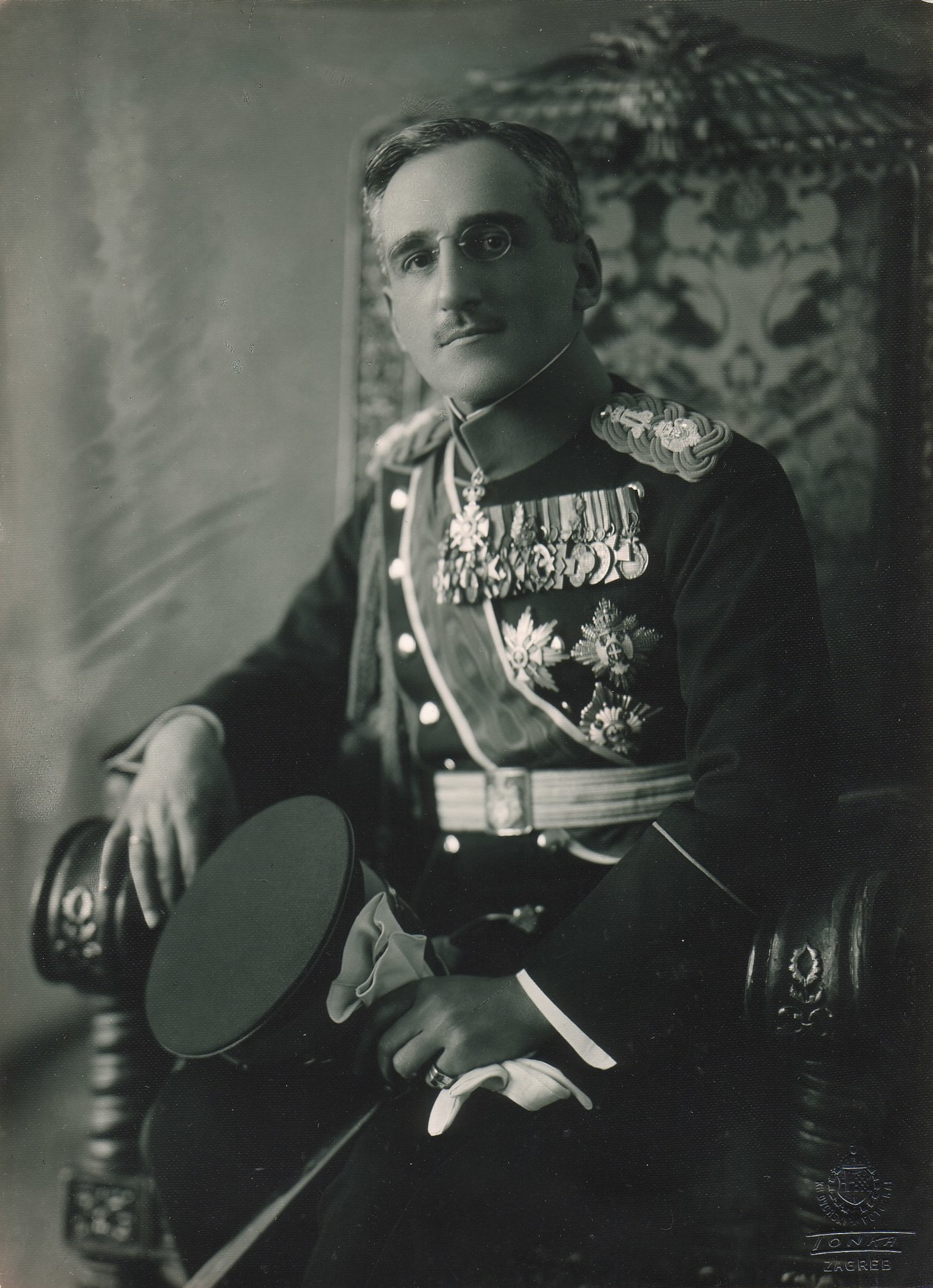
I. Sándor jugoszláv király

- A hatalom nyílt vagy bújtatott erőszakhoz folyamodott. Időnként elszabadultak és mozgásba lendültek az egymásnak feszülő indulatok, mivel a délszláv állam problémakezelésében a hatalmi szó és az erőszak volt az elsődlegesen használt módszer. A rendszer így csak addig működhetett, amíg ereje volt. A politikai elit nem is igyekezett más alapra helyezni működését. Ennek tudható be a különböző nemzeti radikalizmusok, de a kommunista radikalizmus térnyerése is.
- Az új államban sietősen megvalósított pénzrendszer és a közigazgatás igazságtalan és diszkriminatív adórendszeren nyugodott. (Szlovéniában és a Vajdaságban sokkal nagyobbak voltak az adók.)
- Az agrárreform is igazságtalan lett, és nem is vitték véghez teljes egészében, így nagy ellenszenv alakult ki azok körében, akik nem részesültek belőle.
- Az üzleti élet központja Belgrád lett, ebben a más nemzetiségű üzletemberek fenyegetést, egyenlőtlenséget véltek látni. A korrupció nagy volt országszerte (azaz nemcsak Belgrádban)
- Nacionalista elvakultság jelentkezett minden oldalról. (Ez elsősorban a szerbek és horvátok között volt látványos, de korántsem egyedi.)
- A sok igazságtalanság teret adott az osztály alapú elvakultságnak és radikalizmusnak (kommunizmus).
- A parlament működése a választói rendszer miatti torzítás miatt nem tudta követni a valós igényeket. Az új államban a szerbek csak relatív többségben voltak. Mégis a választási rendszer torzítása folytán minden lényeges kérdés a szerb pártok ízlése szerint dőlt el. A más kérdésekben meglehetősen eltérő elképzeléseket valló szerb pártok a centralizmusban egyetértettek, amit azonban a horvátok nem tudtak elfogadni. A centralizmus és decentralizáció kérdésében sem jutottak egyezségre. A köztársaság, vagy királyság kérdése is borzolta a kedélyeket. A Szent Vitus napi alkotmányt a „nemszerb” ellenzék nem tudta elfogadni. A horvát autonómia-törekvéseket meghiúsították. Egy egész közösség, a horvát nép, ellenzéknek érezhette magát. Az általános frusztrációnak és a düh felhalmozódásának szerepe lehetett a horvátok Jugoszlávia ellen fordíthatóságában. Megjelentek az extrém és terrorista csoportok.

Mind a parlamenti demokrácia, mind a diktatúra zsákutcába vezette az országot.

#### Az SZHSZ Királyság korszaka
A parlamentarizmus nem hozott stabilitást (1921 és 1929 között 23 kisebb nagyobb kormányváltoztatás történt). A parlamentarizmus nyolc éve alatt felhalmozódtak az indulatok, amelyek a meg nem kötött kompromisszumok következtében és a hatékony alkufolyamatok híján tragédiába vezettek. 1928. június 20-án Puniša Račić montenegrói radikális képviselő sértődöttsége miatt pisztolyával vett elégtételt, lelőve a horvát Radić fivéreket és még egy vezetőt a HPP-ből. A délszláv állam első nyolc éve lerombolta azt az illúziót, hogy a közös szláv gyökerek elsimíthatják az érdekellentéteket. A parlamenti acsarkodások arról győzhették meg a különböző erőket – többek között az ekkoriban illegalitásból figyelő kommunistákat –, hogy nincs élet a közös államban. Erre I. Sándor jugoszláv király felfüggesztette a törvényhozást és bevezette a királyi diktatúrát.

#### A királyi diktatúra, a Jugoszláv Királyság korszaka
Mivel a király a szerb–horvát–szlovén elkülönülésben látta országának fő gondját, és mivel a délszláv népek közötti „legkisebb közös többszörös” a délszláv (jugoslav) összetartozás lehetett volna, 1929. január 6-án Sándor király bevezette a diktatúrát, ami a korszak Európájában nem volt szokatlan. A diktátorok általában a rend őreiként léptek színre, ezt tette Sándor király is, aki mindvégig hinni akart a délszláv államban, és úgy vélte, minden alattvalója javára cselekszik. Az ország nevét „Jugoszláviára” (Jugoslavija) változtatta, ezzel azt próbálta kiemelni, hogy a szerbek, horvátok, szlovének egy nemzet. Ezzel párhuzamosan betiltotta a széthúzó nemzeti megnyilvánulásokat és addig soha nem látott területi felosztást hozott létre. Az országot 9 bánságra osztotta, Belgrád pedig külön közigazgatási egység lett.
- Drávai (központja Ljubljana)
- Drinai (központja Szarajevó)
- Dunai (központja Újvidék)
- Moravai (központja Niš)
- Orbászi (központja Banja Luka)
- Szávai (központja Zágráb)
- Tengermelléki (központja Split)
- Vardari (központja Szkopje)
- Zetai (központja Cetinje)

A Jugoszláv Királyság bánságai

- Belgrád, Zimony és Pancsova önálló közigazgatási egység
- 1939-ben a Tengermelléki és a Szávai bánságból létrehozták a Horvát bánságot.

A horvátországi politikai erők elutasították a király terveit, diktatúráját és az ország új nevét is, mivel mindebben nem a nacionalizmusok megszűnését, hanem a nagyszerb eszme megvalósulását látták. A szélsőséges körök terrorizmussal reagáltak. Az usztasák 1932-re lázadást szerveztek. A szlovének is egyre inkább ellenálltak a központi hatalomnak, noha mindvégig szalonképes módszerekkel. 1932 decemberében a Szlovén Néppárt az autonómia mellett lépett fel. Egyes szerb politikusok is felléptek a diktatúra ellen. A horvátországi szerb Svetozar Pribićević a filippikák szellemében írta meg önéletrajzát, de egyes belgrádi politikusok (radikálisok és demokraták) is negatívan nyilatkoztak az új rendről.
1931. szeptember 3-án a király a nyugati szövetségesek nyomására alkotmányt adományozott az országnak, („oktrojált alkotmány”), amely senkit sem elégített ki, mert csak a diktatúrát palástolta. A világgazdasági válság, a gazdaság struktúrája miatt Jugoszláviát fáziseltolódással rázta meg. 1931-re mélyült el, és kiút még sokáig nem mutatkozott. Az 1930-as évektől a Kisantant és a francia kapcsolatok értéke egyre kétesebbé vált a belgrádi kormányzat számára. A körülmények alakulása és a harmincas évek légköre Jugoszláviát elbizonytalanította és Németország felé taszította.

A Jugoszláv Királyság tengerészeti zászlaja

1934. október 9-én a király és a francia külügyminiszter Marseille-ben merénylet áldozata lett. Még ma sem mondható ki erről a végső szó, de a királygyilkosság olyan csomópontja a délszláv állam történetének, amelyben tetten érhető minden konfliktusforrás. Az új király, II. Péter még gyerek volt, 11 éves. Az országot Pál herceg vezetésével a régenstanács kormányozta. Dragiša Cvetković kormányfő gazdasági megfontolásból is egyezséget keresett a horvátokkal, a külpolitikában pedig tovább közeledett a tengelyhez.
1939. augusztus 26-án a kormányfő és Vladko Maček egyezményt kötött a szerb–horvát kiegyezésről. Minderre három nappal a Molotov–Ribbentrop-paktum után és hat nappal Lengyelország megtámadása előtt került sor. A Németországhoz fűződő kapcsolatok csúcspontja az 1941. március 25-i csatlakozási szerződés aláírása volt. Pál régens ezzel túlfeszítette a húrt, s a katonatisztek egy része puccsot hajtott végre. A jugoszláv történetírás még ma is küzd a március 27-i események értelmezésével. Annyi azonban bizonyos, hogy a diktatúra 12 éve alatt sem sikerült választ adni a felmerülő kihívásokra. A háborúban pedig elszabadultak az indulatok.

### A külpolitikai tényezők hatása
A versailles-i békerendszer a kapkodás jeleit viselte magán, és téves előfeltételezéseken alapult. Az USA nem támogatta. Mint később kiderült, Németországot nem lehetett általa megfékezni és tartósan másodrangú állammá degradálni, és kelet felől a kis nemzetállamok megalakításával sem lehetett féken tartani. A királyi Jugoszlávia rengeteg bajjal küszködött. Nemzeti, szociális, regionális, gazdasági, a politikusok személyiségéből fakadó bajok voltak ezek. Az ország minden tekintetben egyenetlen volt, ami feszültségeket okozott. A feszültségek szinte már a megalakulás pillanatában felmerültek. Ráadásul a békerendszer nem tudott tartósan fennmaradni, s ez megnehezítette a délszláv állam nemzetközi helyzetét is. A szomszéd államok vitatták határait, a nagyhatalmak viselkedése pedig az idő múlásával egyre kevésbé felelt meg az országnak.
- Olaszország Dalmácia státusát vitatta.
- Ausztria nem tekintette véglegesnek a határokat.
- Magyarország sem fogadta el a határokat.[12] Magyarország kapcsolatai viszonylag jók voltak a délszláv állammal, mert kevesebb sérelem érte tőle, mint a többi utódállamtól. De mihelyt Magyarország szorosabb kapcsolatra lépett Olaszországgal, a kapcsolatok elhidegültek.[13]
- Románia a Bánság hovatartozását vitatta. Szerbia keleti részén jelentős román kisebbség élt (amelynek nyelve azonban jelentősen különbözött az irodalmi romántól).
- Bulgária és Görögország Macedónia státusát kérdőjelezte meg. Bulgária egyébként is Szerbia hagyományos vetélytársa volt, ráadásul Szerbia délkeleti részén jelentős bolgár kisebbség élt.
- Az Albániával létrejött határok is vitathatóak voltak, noha Albánia ekkoriban nem volt jelentős tényező.

A nagyhatalmak szerencsétlenül nyúltak a térség problémáihoz:
- Franciaország számára idővel Olaszország lett a fontosabb partner.
- A francia és a brit külpolitika a nagy gazdasági válság következtében elvesztette érdeklődését a térség iránt.
- Végül Jugoszlávia kénytelen volt felülvizsgálni külpolitikáját, és a kisantantot gyengítve, a Berlin–Róma tengelyhez közeledett.[14]

A területi kérdésekben rejlő romboló energia 1941-ben csillapítatlanul juthatott kifejezésre. A délszláv államot belső problémái, a szomszédság-politikában rejlő feszültségek és a nemzetközi küzdőtér változó erőterei szétszaggatták.

### Az állam első megszűnése és területei a második világháború idején
A második világháború során az ország külső katonai agresszió áldozata lett. 1941. április 6-án a náci Németország megtámadta, mivel az államcsíny következtében számára kedvezőtlen helyzet állt elő, és mivel a Balkán félszigeten nem látta biztosítva érdekeit, nem volt biztosítva az összeköttetés Görögországgal, ahol a vereségeket szenvedő olasz csapatok miatt súlyos helyzet állt elő. Reggel 5:15-kor német, olasz, és bolgár csapatok támadták meg Jugoszláviát. Magyarország az 1940 decemberében megkötött magyar-jugoszláv örök barátsági szerződés ellenére április 11-én csatlakozott a Jugoszlávia elleni támadáshoz és megkezdte a Hitler által neki ígért területek elfoglalását, a Délvidék egy részének visszacsatolását. A német légierő egy héten át bombázta Belgrádot és más nagy jugoszláv városokat. A királyi hadsereg április 17-én kapitulált. A kormány Londonba emigrált.
A tengelyhatalmak hamar elfoglalták Jugoszlávia területét, majd feldarabolták azt. Az államot részben felosztották, részben területeit elcsatolták, részben annektálták.

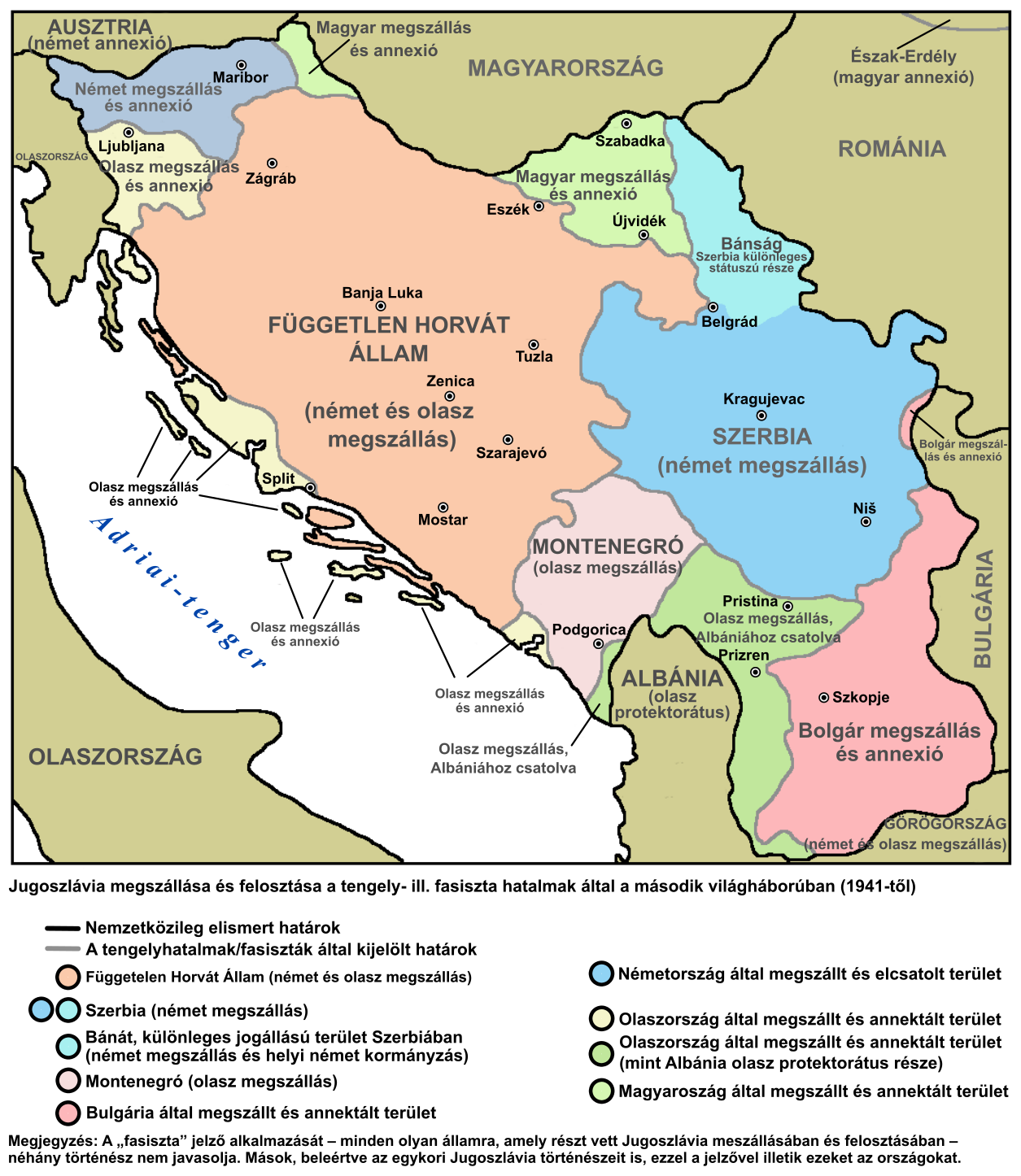
Jugoszlávia felosztása 1941–45 között

- Az ún. Független Horvát Állam (Nezavisna Država Hrvatska) volt az ország legnagyobb egyben maradt területe. Ez az államalakulat magában foglalta az egykori Horvát Bánság legnagyobb részét, Boszniát, valamint Szerémséget. Ez az állam csak nevében volt független, valójában az egyik részében Olaszország a másikban Németország szervezte meg a közigazgatást. Ezen két ország, és egyben saját uralmi érdeke szerint a zsidóság és szerbek ellen irtóhadjáratot folytatott.
- A Nedić-féle Szerbia bábállam volt. Elvben részét képezte a Bánság is, de az gyakorlatilag német fennhatóság alatt volt. Ebben az államalakulatban is kiirtották a zsidókat, de polgárháború is kezdődött, mégpedig három pólusú: a királypártiak, a nácik kiszolgálói valamint a kommunisták/partizánok között.
- Montenegró elvben külön kormányzóság volt, de az olaszok gyakorolták ott a hatalmat.

Elcsatolt területek:
- Olaszország magához csatolta Szlovénia délnyugati részét, Dalmácia jelentős részét a szigetekkel Split, Šibenik, Zára, a Kotori öblöt és környékét.
- Szlovénia északi és középső részét beolvasztották a Harmadik Birodalomba.
- Magyarország visszakapta a Bácskát, a Baranya háromszöget és a Muravidéket.
- Bulgária bekebelezte Macedónia nagy részét és Szerbia délkeleti részét.
- Ezen kívül az olaszok létrehozták Nagy-Albániát, ehhez csatolták Koszovó déli részét, valamint Macedónia nyugati és Montenegró déli peremét, valamint Montenegró délnyugati részén a Shkodrai-tó környékét. Az így létrejött államalakulat teljes olasz befolyás alatt működött.

A Jugoszlávia területéből létrehozott államalakulatok nem voltak sem szuverének, sem működőképesek. Az elcsatolt területek sorsa az őket megszerző államoktól függött, de a háború idején többnyire nem volt mód teljes beolvasztásukra.
A partizánok időről időre létrehoztak szabad területeket, annál is inkább, mivel a megszállók főleg a városokra és az útvonalak biztosítására koncentráltak. Az első szabad terület az Uzsicei Köztársaság volt, amely rövid ideig állt fenn. Tartósabb sikereket majd csak Olaszország kapitulációja (1943 szeptembere) után sikerül elérni. 1944 végétől az ország nagyobb része a partizánok fennhatósága alá kerül, és a megszállók kiűzése egyben az ország újraegyesítését és új területek megszerzését is jelentette. Eközben a partizánok tömeges gaztetteket is elkövettek, ideológiai és nemzeti alapon gyilkolnak meg civileket, és áldozataikat összemossák a megszálló rendszer kiszolgálóival és az akkor elkövetett gaztettek végrehajtóival.
A partizánok 1944 végén már szuverén módon cselekedtek, és megszervezték a közigazgatást az általuk ellenőrzött területeken. Ezeknek a kiszélesítése folyt. Az utolsó ellenállás a hivatalos jugoszláv történetírás szerint 1945. május 15-én szűnt meg. Valójában a partizánok ellenfelei még a következő évben is erdőkben bujkáltak.

### Újjáalakulás

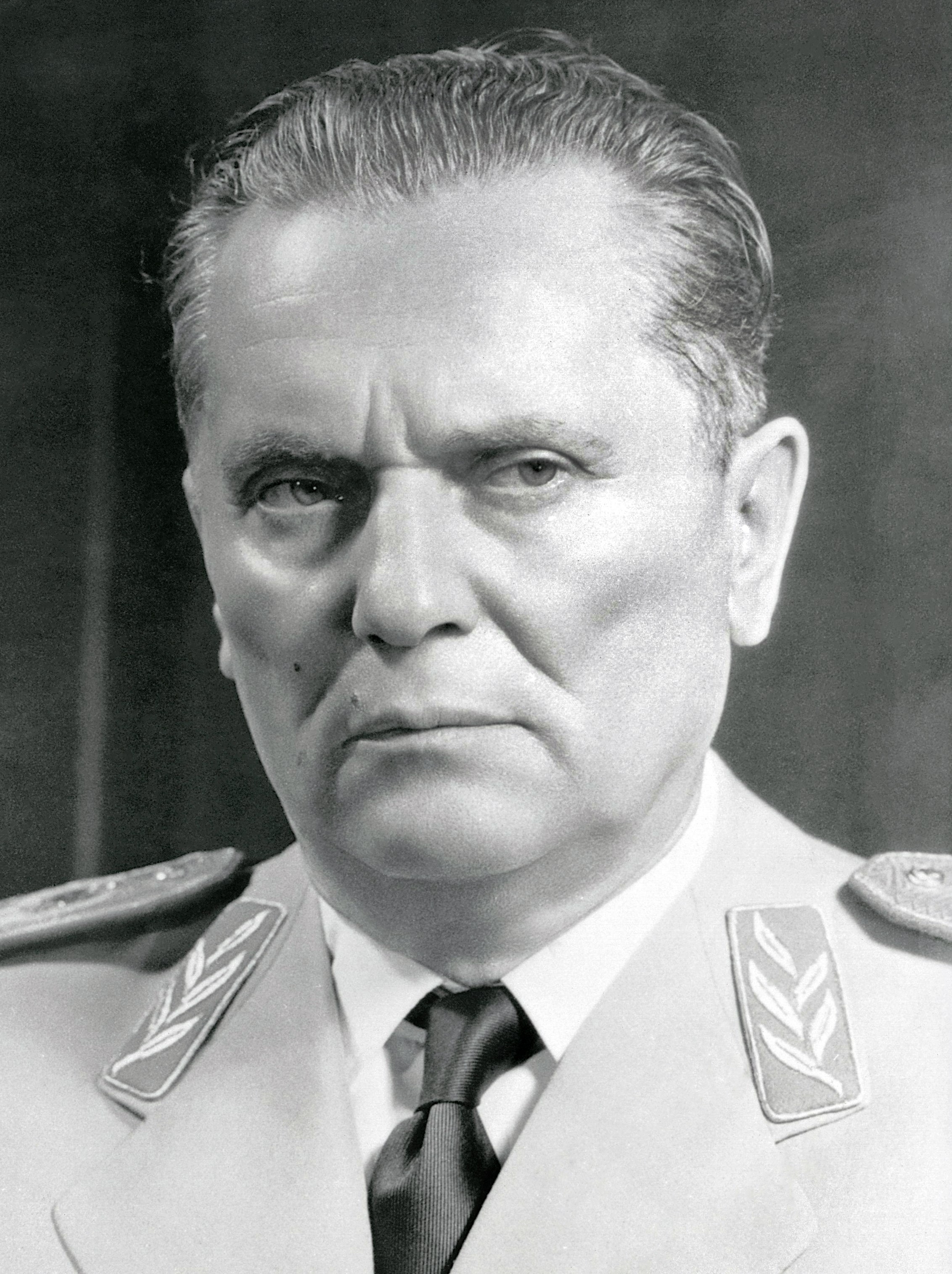
Josip Broz Tito Jugoszlávia első számú vezetője volt 1945 és 1980 között

A jugoszláv egységet hirdetők hamar szövetséget kötöttek a kommunista partizánharcosokkal, akik a Szovjetuniótól kaptak hadi segítséget. A Demokratikus Föderatív Jugoszláv Köztársaság 1943. november 29. és december 4. között Jajcán alakult meg, a királyi kormány nélkül. 1945. november 29-én alakult meg a kommunista Jugoszlávia, amely ülést szintén Jajcán rendeztek meg. Ivan Ribar lett az államfő, a kormányfő Josip Broz Tito. A szerbiai partizánok 1944-ben kivívták Szerbia függetlenségét, a többi jugoszláv tartományból 1945-ben űzték el a németeket.
A második Jugoszlávia 1946. január 31-én alakult meg és a Jugoszláv Szövetségi Népköztársaság nevet viselte. Ez egy föderatív alapon szerveződő szocialista állam volt, de nem kötelezte el magát a sztálini Szovjetuniónak. A hidegháború alatt semleges maradt. 1961-ben az egyiptomi Gamal Abden-Nasszer, az indiai Dzsaváharlál Nehru és Tito alapították a harmadik világ országaival szoros kapcsolatokat ápoló el nem kötelezett országok mozgalmát.

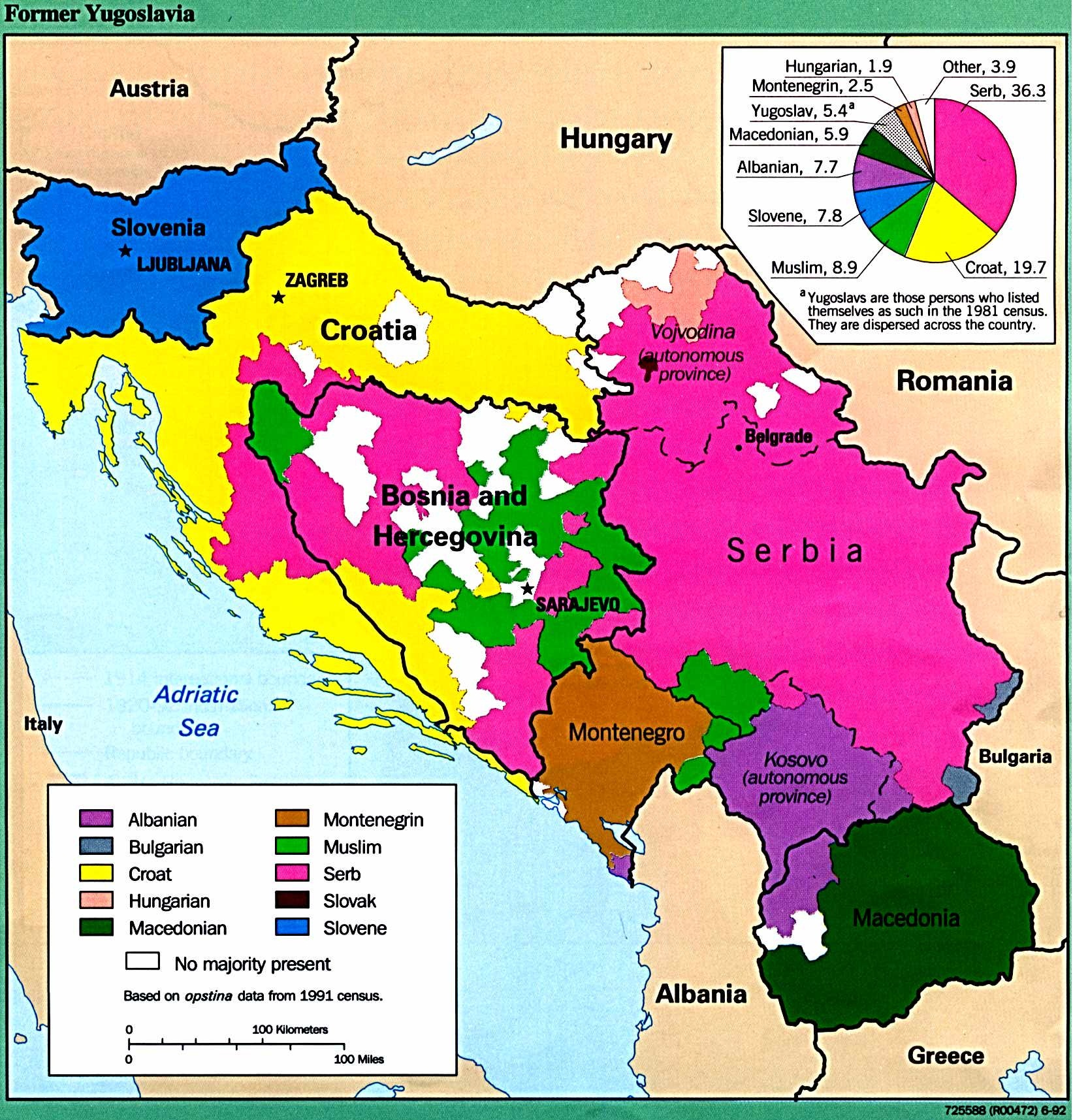
Jugoszlávia nemzetiségi térképe (1991)

A Jugoszláv Szövetségi Népköztársaság a következő népköztársaságokból állt:
- Bosznia-Hercegovina-i Szocialista Köztársaság, fővárosa Szarajevó
- Horvát Szocialista Köztársaság, fővárosa Zágráb
- Macedón Szocialista Köztársaság, fővárosa Szkopje
- Montenegrói Szocialista Köztársaság, fővárosa Titograd (mai nevén: Podgorica)
- Szerb Szocialista Köztársaság, fővárosa Belgrád
- Szlovén Szocialista Köztársaság, fővárosa Ljubljana

Hivatalos nyelvei: szerbhorvát, szlovén, macedón, magyar és albán.
Tito 1953-tól államfő, 1963-tól örökös államfő lett, amely tisztséget haláláig betöltött. Noha integráló politikájával arra törekedett, hogy népeit egységesítse létrehozva a jugoszláv nemzetet, a mélyen levő gazdasági és nemzetiségi ellentéteket nem tudta eltörölni. 1981-ben a lakosság 5,4%-a vallotta magát jugoszlávnak, ám Tito halála és a kis népek nacionalizmusa erősödésével párhuzamosan számuk egyre csökkent, s mára már nagyon kevesen vallják magukat jugoszlávnak.
Az ország neve 1963-tól Jugoszláv Szocialista Szövetségi Köztársaság (szerbhorvátul: Socijalistička Federativna Republika Jugoslavija), röviden SFRJ lett. 1971-ben leverték a horvát ellenállást, az ún. horvát tavaszt. Ez volt a legjelentősebb felkelés a rendszer ellen a hetvenes években.

### Jugoszlávia felbomlása

Jugoszlávia szétesése (1989–2008)

Az 1974-ben elfogadott új alkotmány jelentősen növelte a tagköztársaságok önállóságát, megteremtette a két tartomány (Vajdaság és Koszovó) nagyobb autonómiáját. Az országot egy 8 tagú elnökség vezette (a 6 tagköztársaság és a 2 tartomány küldötte). Mindez csökkentette Szerbia meghatározó szerepét az országon belül.
Az 1980-as években a kommunizmus gyengülni látszott. Josip Broz Tito halála után meghatározott rotáció szerint cserélődtek a testület élén álló elnökök. Az elnökség tagjai azonban egyre inkább saját köztársaságuk érdekét igyekeztek előtérbe helyezni, ami elkerülhetetlen ellentétekhez vezettek. Hasonló folyamat játszódott le a pártvezetésen belül is. Végül nemzeti és nemzetiségi ellentétekbe, majd fegyveres összecsapásokba torkollott. Előbb Horvátországban, ezt követően Bosznia-Hercegovinában belháború tört ki.
1986 májusában Slobodan Milošević lett a szerbiai kommunista párt vezetője.
Jugoszlávia szétesésének főbb állomásai:
- 1989: Slobodan Milošević megszüntette a tartományok autonómiáját
- 1990 januárja: Milosevics az országot vezető elnökségben az „egy ember-egy szavazat” elvét akarja érvényesíteni, ami a Szerbia által dominált Vajdaság, Koszovó és Montenegró révén a szerb pozíciók jelentős erősítését jelentette volna. A többi tagköztársaság küldötte tiltakozott.
- 1991. június 25.: Szlovénia és Horvátország kikiáltotta függetlenségét
- 1991. október 8.: A horvát parlament megkezdte üléseit
- 1992. január 15.: Szlovénia és Horvátország nemzetközi elismerése
- 1992. április 6.: Bosznia-Hercegovina függetlenségének elismerése
- 1992. április 27.: Jugoszláv Szövetségi Köztársaság megalakulása, amely a Szocialista Szövetségi Köztársaság jogutódjának tekinti magát, a többi utódállam ellenében[15]
- 1992. április 28.: A Jugoszláv Szocialista Szövetségi Köztársaság megszűnése
- 1992. szeptember 19. Az ENSZ Biztonsági tanácsa elutasítja a Jugoszláv Szövetségi Köztársaság automatikus ENSZ tagságát, mint egyetlen jogutódét, amit maguknak követelnek.
- 1995 A Jugoszláviával foglalkozó Békekonferencia Választottbírósági Bizottsága a Daytoni békeszerződés után újra képes tárgyalóasztalhoz ültetni az öt utódállamot, hogy megállapodjanak a Jugoszláv Szocialista Szövetségi Köztársaság utódlási kérdéseiben.
- 2001. június 29-én Bécsben az öt utódállam aláírja a megegyezést az utódlásról, kimondva, hogy mindegyik utódállam egyformán jogutód, de egyikük sem örökli a nemzetközi szervezetekben való korábbi tagságot. (Horvátország csak 2004 júniusában ratifikálta a szerződést, így hivatalosan csak ekkortól érvényes.)[16]

### A Jugoszláv Szövetségi Köztársaság
A Jugoszláv Szövetségi Köztársaság (JSZK) volt a harmadik jugoszláv állam, amelyet Szerbia és Montenegró alkotott. 1995-ben területén ért véget az újkor harmadik legvéresebb európai háborúja, a délszláv háború. A háborútól elszegényedett Jugoszlávia területén nem sokáig tartott a béke: 1996-ban a koszovói háború permanens alacsony intenzitású konfliktus fokozatosan valódi polgárháborúvá szélesedett, mivel egyrészt Szerbia még '90-ben megvonta az autonómiát Koszovó tartománytól, másrészt az 1997-es albániai összeomlás idején (az ezt kiváltó piramisjátékot egyesek szerint maga az UÇK szervezte) a lakosság és a bandák kifosztották az albán fegyverraktárakat, és jelentős mennyiségű fegyver jutott át Koszovóba az UÇK-hoz.
Ezenközben 1992 és 2000 között Jugoszlávia nem volt tagja az ENSZ-nek, mivel a JSZK automatikus tagságát, mint jogutódét elutasították.
1999. március 24-én ENSZ-felhatalmazás nélkül (Oroszország megvétózta) a NATO megkezdte Szerbia bombázását. A légi hadjárat június 10-én ért véget, majd június 12-étől Koszovó a KFOR irányítása alatt áll. 2000 októberében Belgrádban Slobodan Milošević vesztett a választásokon. Ekkor a szerb hatóságok elfogták és 2001 júniusában átadták a Hágai Törvényszéknek (ICJ).
Jugoszlávia a NATO-bombázások miatt a hágai Nemzetközi Bírósághoz fordult, azonban az a kereseteket joghatóság hiányában elutasította, mivel Jugoszlávia azok benyújtásakor nem volt ENSZ-tag. (A bíróság az ENSZ egyik szerve)
2002 márciusában a tagállamok átalakították kapcsolatukat és szövetségi köztársaság helyett államok uniójaként definiálták magukat. Ezt elsősorban azzal a szándékkal tették, hogy Montenegró népszavazással dönthessen később a kiválásáról, amely esetén a JSZK jogutódja Szerbia marad.

#### Szerbia és Montenegró
2003–2006 között állt fenn Szerbia és Montenegró államszövetsége, ezzel a Jugoszlávia név továbbélése is megszűnt. A leszegényedett államszövetség megkezdte útját a demokrácia felé, tárgyalásokat kezdett az Európai Unió-val és a NATO-val. Montenegró egyre nagyobb gazdasági és politikai önállóságra törekedett. Egy idő múlva például nem fizetett a közös kasszába. 2006 áprilisában Montenegró kikiáltotta függetlenségét, mint hatodik utódállam.

### Jugoszlávia utódállamai
- Szlovénia
- Horvátország
- Bosznia-Hercegovina
  - Boszniai Szerb Köztársaság
  - Bosznia-hercegovinai Föderáció
- Észak-Macedónia
- Montenegró
- Szerbia
  - Vajdaság Autonóm Tartomány
- Koszovó (Jelenleg a legtöbb nyugati állam elismeri, lásd: Koszovó függetlenségét elismerő országok. A hágai bíróság hivatalosan is kimondta az állam függetlenségét.)[20]

## Zászlók

A Szlovén–Horvát–Szerb Állam zászlaja, 1918
A Jugoszláv királyság zászlaja, 1929–1941
A szocialista Jugoszlávia zászlaja, 1943–1991
Szerbia és Montenegró zászlaja, 1992–2006

## Jugoszláv uralkodók, államelnökök és miniszterelnökök
A Szerb–Horvát–Szlovén vagy Jugoszláv Királyság uralkodói
- Petar I. Karađorđević, (1918–1921)
- Alexandar I. Karađorđević, (1921–1934)
- Régenstanács, Pál régenssel az élen, amíg II. Petar kiskorú (1934–1941)
- Petar II. Karađorđević, (1941–1946)

A Szerb-Horvát-Szlovén vagy Jugoszláv Királyság miniszterelnökei
- Stojan Protić (1918–1919)
- Ljubomir Davidović (1919–1920)
- Stojan Protić (1920)
- Milenko Vesnić (1920–1921)
- Nikola Pašić (1921–1924)
- Ljubomir Davidović (1924)
- Nikola Pašić (1924–1926)
- Nikola Uzunović (1926–1927)
- Velimir Vukićević (1927–1928)
- Anton Korošec (1928–1929)
- Petar Živković (1929–1932)
- Vojislav Marinković (1932)
- Milan Srškić (1932–1934)
- Nikola Uzunović (1934)
- Bogoljub Jevtić (1934–1935)
- Milan Stojadinović (1935–1939)
- Dragiša Cvetković (1939–1941)
- Dušan Simović (1941)

A Jugoszláv Királyság menekült kormányának miniszterelnökei
- Dušan T. Simović 1941. április 12/13. – 1942. január 12.
- Slobodan Jovanović 1942. január 12. – 1943. június 26.
- Miloš Trifunović 1943. június 26. – 1943. augusztus 10.
- Božidar Purić 1943. augusztus 10. – 1944. július 8.
- Ivan Šubašić 1944. július 8. – 1945. január 30.
- Drago Marušić 1945. január 30. – 1945. május 7.

A Jugoszláv népi képviselőház elnökségének elnöke (Predsednik Predsedništva Narodne skupštine Jugoslavije)
- (1945–1953) Ivan Ribar

Szövetségi elnök:
- (1953–1980) Josip Broz Tito

Jugoszlávia miniszterelnökei (A Demokratikus Föderatív Jugoszlávia, a Jugoszláv Föderatív Népköztársaság valamint a Jugoszláv Szocialista Szövetségi Köztársaság miniszterelnökei Tito haláláig):
A Jugoszláv Szocialista Szövetségi Köztársaság államelnökségének elnökei:
- 1980–1980 Lazar Koliševski
- 1980–1981 Cvijetin Mijatović
- 1981–1982 Sergej Kraigher
- 1982–1983 Petar Stambolić
- 1983–1984 Mika Špiljak
- 1984–1985 Veselin Đuranović
- 1985–1986 Radovan Vlajković
- 1986–1987 Sinan Hasani
- 1987–1988 Lazar Mojsov
- 1988–1989 Raif Dizdarević
- 1989–1990 Janez Drnovšek
- 1990–1991 Borisav Jović
- 1991 államelnökség (elnök nincs)
- 1991 Stjepan Mesić
- 1991–1992 Branko Kostić

A Jugoszláv Szocialista Szövetségi Köztársaság miniszterelnökei:
A Jugoszláv Szövetségi Köztársaság elnökei:
- 1992–1992 Branko Kostić
- 1992–1993 Dobrica Ćosić
- 1993 Miloš Radulović
- 1993–1997 Zoran Lilić
- 1997 Srđa Božović
- 1997–2000 Slobodan Milošević
- 2000–2003 Vojislav Koštunica

A Jugoszláv Szövetségi Köztársaság miniszterelnökei:
- 1992–1993 Milan Panić

Szerbia és Montenegró államelnökei:
- 2003 Vojislav Koštunica

Szerbia és Montenegró
- 2003–2006 Svetozar Marović

## Gazdaság
A második világháború előtti Jugoszlávia gazdasági teljesítménye hullámzó volt. A politikailag motivált 1919-es földosztás során létrejött életképtelen (jellemzően 5 hektárnál kisebb) kisbirtokok nem eredményeztek jelentős gazdasági eredményeket. Az iparfejlesztés a nyersanyagra (bányászat, erdőgazdálkodás), valamint az olcsó munkaerőre épült (textilipar), melyhez a tőkét többségében a külföldi befektetések biztosították. A nagy gazdasági világválság érzékenyen érintette Jugoszláviát: 1933-ban a nemzeti jövedelme az 1927-es szint felére esett vissza. A kilábalást a németekkel kötött kereskedelmi egyezmény jelentette, így a németek a jugoszláv külkereskedelem domináns szereplőivé váltak a háború előestéjére.
A Jugoszláv Szocialista Szövetségi Köztársaság el nem kötelezettségének köszönhetően vonzó volt a nyugati befektetők számára, ugyanakkor szabad kereskedelme volt a nyugati, fejlett államokkal. Már az 1970-es években egyike volt Európa leggazdagabb szocialista államainak.